# Ferbuta z Seleucji
Ferbuta z Seleucji (ur. ?, zm. ok. 342) – święta katolicka, męczennica wczesnochrześcijańska.
Jej bratem był biskup z Seleucji Symeon, późniejszy święty. Będąc wdową została zamordowana za wyznawaną wiarę w Persji.
Jej wspomnienie obchodzone jest w Kościele katolickim 5 kwietnia.